# Pseudoxyrhopus oblectator
Espèce
Statut de conservation UICN

 VU B1ab(iii) : Vulnérable
Pseudoxyrhopus oblectator est une espèce de serpents de la famille des Lamprophiidae. 

## Répartition
Cette espèce est endémique de Madagascar.

## Description
L'holotype de Pseudoxyrhopus oblectator, un mâle adulte, mesure 392 mm dont 67 mm pour la queue. Cette espèce a le dessus de la tête brun roux tacheté de brun foncé. Son dos est brun foncé devenant plus clair sur les flancs. Un collier orangé, devenant blanc sale sur les côtés, est présent au niveau de la nuque.

## Étymologie
Son nom d'espèce, du latin oblectator, « charmant, ravissant, plaisant », lui a été donné en référence « au plaisir que procure la découverte d'une espèce rare ».

## Publication originale
- Cadle, 1999 : The dentation, systematics, and phylogeny of Pseudoxyrhopus and related genera from Madagascar (Serpentes: Colubridae), with description of a new species and a new genus. Bulletin of the Museum of Comparative Zoology at Harvard College, vol. 155, n. 8, p. 381-443 (texte intégral).